# Twierdzenie Rosenthala o przestrzeniach zawierających l1
Twierdzenie Rosenthala o przestrzeniach zawierających ℓ1 – w analizie funkcjonalnej, twierdzenie mówiące, że każdy ciąg ograniczony w przestrzeni Banacha zawiera podciąg, który jest słabym ciągiem Cauchy’ego bądź który jest równoważny z kanoniczną bazą przestrzeni ℓ1. Twierdzenie opublikowane w 1974 przez Haskella Rosenthala dla rzeczywistych przestrzeni Banacha oraz w 1975 przez Leonarda Dora dla przestrzeni zespolonych.

## Omówienie pojęć występujących w wypowiedzi twierdzenia

### Słabe ciągi Cauchy’ego
Ciąg {\displaystyle (x_{n})_{n=1}^{\infty }} elementów przestrzeni Banacha nazywany jest słabym ciągiem Cauchy’ego gdy dla każdego funkcjonału {\displaystyle f\in X^{*}} istnieje granica
{\displaystyle \lim _{n\to \infty }\langle f,x_{n}\rangle }.
Każdy ciąg zbieżny w słabej topologii jest słabym ciągiem Cauchy’ego, ale nie odwrotnie. W przestrzeni c0 ciąg
{\displaystyle x_{n}=(\underbrace {1,1,\dots ,1} _{n},0,0,0\dots )\quad (n\in \mathbb {N} )}
jest słabym ciągiem Cauchy’ego, gdyż dla każdego elementu {\displaystyle (\xi _{k})_{k=1}^{\infty }\in \ell _{1}\cong c_{0}^{*}} zachodzi
{\displaystyle \langle (\xi _{k})_{k=1}^{\infty },x_{n}\rangle =\sum _{k=1}^{n}\xi _{k}\to \sum _{k=1}^{\infty }\xi _{k},}
gdy {\displaystyle n\to \infty ;} ciąg ten nie jest jednak słabo zbieżny.

### Ciągi równoważne z bazą kanoniczną ℓ1
Dla każdego ograniczonego ciąg {\displaystyle (x_{n})_{n=1}^{\infty }} elementów przestrzeni Banacha, z nierówności trójkąta wynika, że dla każdego skończonego ciągu skalarów {\displaystyle (c_{j})_{j=1}^{k}} zachodzi
{\displaystyle \|\sum _{j=1}^{k}c_{j}x_{j}\|\leqslant \sum _{j=1}^{k}\|c_{j}x_{j}\|\leqslant \sum _{j=1}^{k}|c_{j}|\cdot M,}
gdzie:
{\displaystyle M=\sup _{n\in \mathbb {N} }\|x_{n}\|.}
Ciąg {\displaystyle (x_{n})_{n=1}^{\infty }} jest równoważny z kanoniczną bazą przestrzeni {\displaystyle \ell _{1},} gdy istnieje takie {\displaystyle \delta >0,} że dla każdego skończonego ciągu skalarów {\displaystyle (c_{j})_{j=1}^{k}} zachodzi także nierówność
{\displaystyle \|\sum _{j=1}^{k}c_{j}x_{j}\|\geqslant \sum _{j=1}^{k}|c_{j}|\cdot \delta }.
Baza kanoniczna
{\displaystyle e_{n}=(0,0,0,\dots ,\underbrace {1} _{n},0,0,0\dots )\quad (n\in \mathbb {N} )}
przestrzeni {\displaystyle \ell _{1}} (ani żaden inny ciąg jej równoważny) nie jest słabym ciągiem Cauchy’ego ponieważ dla każdego ciągu {\displaystyle (\xi _{k})_{k=1}^{\infty }\in \ell _{\infty }\in \ell _{1}^{*},} który nie jest zbieżny ciąg
{\displaystyle \langle (\xi _{k})_{k=1}^{\infty },e_{n}\rangle =\xi _{n}}
nie ma granicy.